# Cumbre Mundial sobre la Sociedad de la Información
La Cumbre Mundial sobre la Sociedad de la Información (CMSI) fue un evento internacional organizado por la Unión Internacional de Telecomunicaciones (UIT) centrado en los aspectos sociales de la Sociedad de la Información.

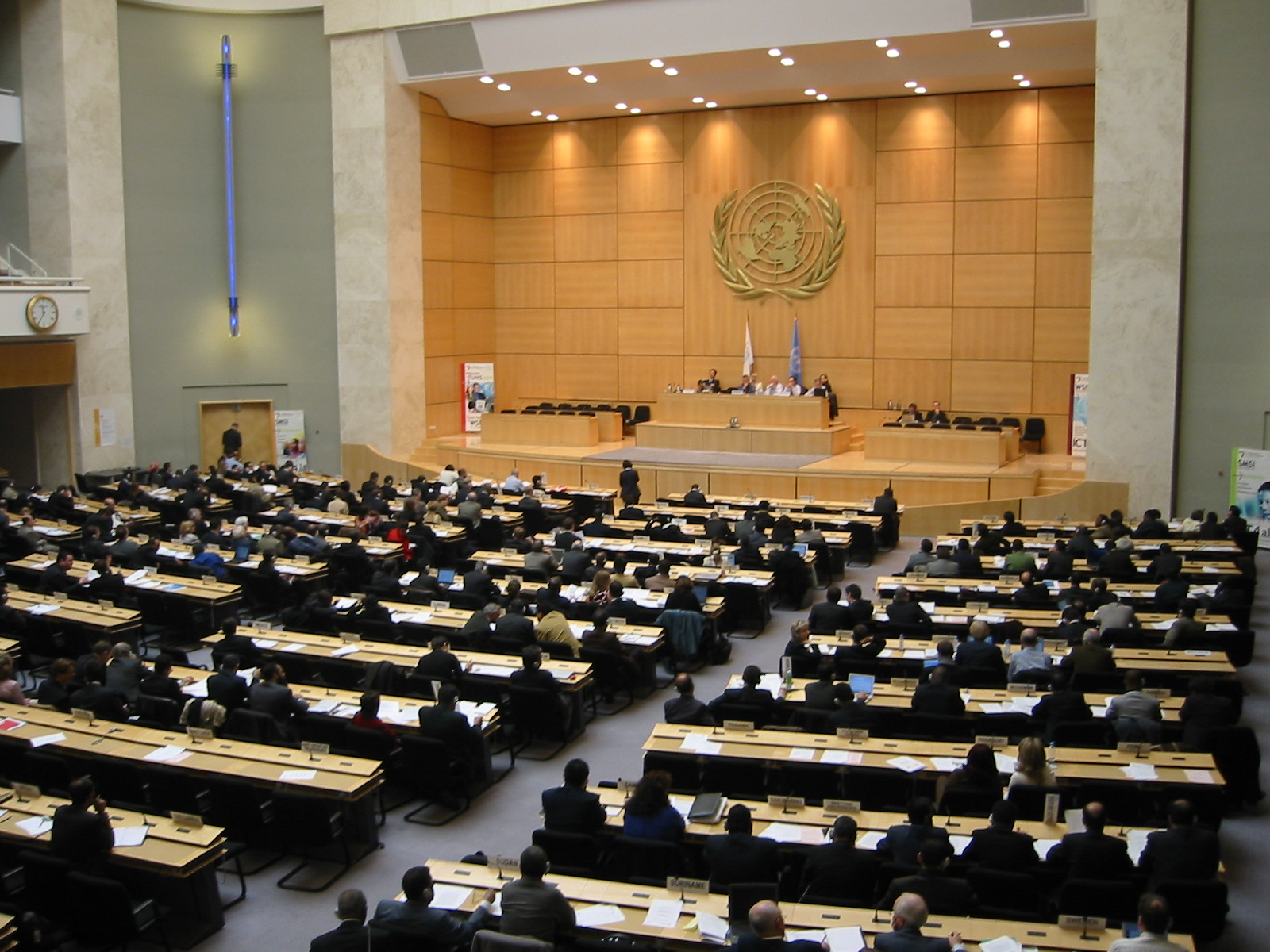
Segunda sesión plenaria y preliminar de la Cumbre Mundial sobre la Sociedad de la Información, 18 al 25 de febrero de 2005. Edificio de la ONU en Ginebra, Suiza.

## Objetivo
Eliminar la brecha digital (digital divide en inglés) existente en el acceso a las tecnologías de la información y las comunicaciones en el mundo, específicamente las Telecomunicaciones e Internet, y preparar planes de acción y políticas para reducir dicha desigualdad.

## Participantes
Gobiernos nacionales, el sector privado, organizaciones representantes de la sociedad civil, Naciones Unidas y sus organismos especializados.
La cumbre tuvo dos fases:
- Primera fase de la CMSI: realizada del 10 al 12 de diciembre de 2003. En la cual se adoptó una Declaración de Principios y un Plan de Acción. La sede elegida fue Ginebra (Suiza); y
- La Segunda fase de la CMSI: realizada del 16 al 18 de noviembre de 2005, en Túnez.

## Antecedentes
En la Declaración del Milenio Naciones Unidas establece, entre otros principios, una serie de decisiones tomadas respecto a la eliminación de la pobreza en el mundo, las acciones a tomar consideran la eliminación de la Brecha Digital, como uno de los objetivos importantes en la lucha contra el subdesarrollo. Algunos de estos dicen:

I. Valores y principios:

6. Consideramos que determinados valores fundamentales son esenciales para las relaciones internacionales en el siglo XXI:

.

• La igualdad. No debe negarse a ninguna persona ni a ninguna nación la posibilidad de beneficiarse del desarrollo. Debe garantizarse la igualdad de derechos y oportunidades de hombres y mujeres.

.

III. El desarrollo y la erradicación de la pobreza:

.

11. No escatimaremos esfuerzos para liberar a nuestros semejantes, hombres, mujeres y niños, de las condiciones abyectas y deshumanizadoras de la pobreza extrema, a la que en la actualidad están sometidos más de 1.000 millones de seres humanos. Estamos empeñados en hacer realidad para todos ellos el derecho al desarrollo y a poner a toda la especie humana al abrigo de la necesidad.

.

20. Decidimos también:

.

• Elaborar y aplicar estrategias que proporcionen a los jóvenes de todo el mundo la posibilidad real de encontrar un trabajo digno y productivo.

.

• Velar por que todos puedan aprovechar los beneficios de las nuevas tecnologías, en particular de las tecnologías de la información y de las comunicaciones, conforme a las recomendaciones formuladas en la Declaración Ministerial 2000 del Consejo Económico y Social.

La Resolución 73 de la Conferencia de Plenipotenciarios de la UIT (Mineápolis, 1998) resolvió encargar al secretario general de la UIT (Unión Internacional de Telecomunicaciones), inscribir en el orden del día del Comité Administrativo de Coordinación (CAC), que pasó a denominarse Junta de Jefes Ejecutivos del Sistema de las Naciones Unidas para la Coordinación (CEB), la cuestión de la celebración de una Cumbre Mundial sobre la Sociedad de la Información, e informar al ente directivo de la UIT, el Consejo, sobre los resultados de dicha consulta. El secretario general indicó en su informe a la sesión del Consejo de 1999, que el CAC tuvo una reacción positiva y que la mayoría de las otras organizaciones y organismos especializados de Naciones Unidas expresaron interés en asociarse con la preparación y la celebración de la Cumbre. Se decidió que la Cumbre sería celebrada bajo los auspicios de la Secretaría General de la ONU, y que la UIT asumiría la intervención principal en los preparativos.
En 2001, el Consejo de la UIT decidió celebrar una Cumbre en dos etapas, la primera en Ginebra (Suiza), del 10 al 12 de diciembre de 2003; y la segunda en Túnez, en 2005.
En la Resolución 56/183 de la Asamblea General de las Naciones Unidas se aprobó el marco de la Cumbre adoptado por el Consejo de la UIT así como la función principal de la Unión en la Cumbre y su proceso preparatorio, en cooperación con otras organizaciones y asociados interesados.
La encomienda que se encarguen los preparativos de la Cumbre a un Comité preparatorio intergubernamental de composición abierta, que establecería el programa de la Cumbre, decidiría las modalidades de participación de otros interesados en la Cumbre y concluiría la redacción del proyecto de declaración y el proyecto del plan de acción. Se invita a la UIT a asumir la función administrativa principal de la Secretaría Ejecutiva de la Cumbre y, así mismo, se invita a los gobiernos a participar activamente en el proceso preparatorio de la Cumbre y a enviar a ella representantes del más alto nivel.
Finalmente, en la resolución la Asamblea General alienta asimismo a todos los organismos competentes de las Naciones Unidas y, en particular, al grupo especial de las Naciones Unidas sobre las TIC, a aportar contribuciones. Alienta además a otras organizaciones intergubernamentales y, en particular, a las instituciones internacionales y regionales, las organizaciones no gubernamentales, la sociedad civil y el sector privado; a participar activamente en el proceso preparatorio intergubernamental de la Cumbre y en la propia Cumbre.